# Starship (muzikál)
Starship je sci-fi divadelní muzikál z tvorby Team StarKid. Příběh se odehrává na planetě brouků a soustředí se na hlavní hrdinu Brouka, který je nespokojen se svým životem. Místo své práce přidělené královnou, chce být vesmírným strážcem a cestovat Vesmírem. Když na jeho planetu přiletí skuteční vesmírní strážci, netrvá dlouho, a Brouk se s nimi spřátelí a prožívá dobrodružství o jakých vždy snil.

## Vznik
O vznik Starshipu se zasloužil hlavně Joe Walker, který navrhl Darrenu Crissovi, aby vytvořili muzikál na Starship Troopers. Scénář zpracovala čtveřice Matt Lang, Nick Lang, Brian Holden a Joe Walker, hudbu složil Darren Criss. Od předešlých představení se toto lišilo tím, že lidé museli zaplatit vstupné, později byla umožněna koupě DVD Starship na internetových stránkách Team Starkid.
Oznámení, že pracují na novém muzikálu Starship, bylo vydáno 1. listopadu 2010. Tento muzikál se hrál od 11. do 23. února 2011 v divadle Hoover-Leppen v Chicagu, což bylo první představení Team Starkid, které neprobíhalo na Univerzitě v Michiganu.

## Další projekty
Starship není prvním projektem Team Starkid, předcházel mu například A Very Potter Musical a A Very Potter Sequel. Ty byly parodiemi na Harryho Pottera, které si okamžitě získaly oblibu nejen fanoušků knížek J. K. Rowlingové. Chvíli se mluvilo o pokračování A Very Potter Triqual, ale kvůli vytíženosti některých hlavních herců, například Darren Criss v současné době hraje v americkém hudebním seriálu Glee, se od něj nejspíš upustilo. Zapomenout nesmíme ani na muzikál Me and my Dick, který si rovněž získalo mnoho ohlasů. Nejnovější dílo Team Starkid je Holy Musical B@man, jehož premiéra byla v březnu 2012, v divadle Hoover-Leppen v Chicagu, a dokonce prvních 8 představení diváci nemuseli platit vstupné.
Všechny své muzikály v originálním znění bez titulků jsou nahrány na YouTube.

## Obsazení
| Herci            | Postavy                     |
| ---------------- | --------------------------- |
| Joey Richter     | Brouk                       |
| Joe Walker       | Velitel Up                  |
| Dylan Saunders   | Tootsie Noodles Klepeťák    |
| Lauren Lopez     | Taz Broučka                 |
| Denise Donovan   | Únorka                      |
| Meredith Stepien | Mega-Girl                   |
| Brian Holden     | Junior Veeto Komár          |
| Jim Povolo       | Královna Sweetheart Komár   |
| Jaime Lyn Beatty | Neato Komár                 |
| Julia Albain     | Brejlounka                  |
| Brant Cox        | Šváb                        |
| Joe Moses        | Krayonder                   |
| Nick Lang        | Brouk vyvolávač Mistr Brouk |

## Dějství

### První dějství
Úvodem je píseň zpívaná Broukem o jeho vysněném životě vesmírného strážce. Vzápětí je představen jeho nejlepší přítel Šváb, spolu se kterým jde na přidělení práce, které provádí královna. I přes všechno doufání, že královna pozná jeho odlišnost od ostatních, je brouk prohlášen obyčejným sazečem vajec.
Mezitím na planetu brouků přilétá raketa vesmírných strážců, avšak jeden člen Únorka je unesen brouky. Jakmile se Brouk dozví, že Únorka patří k privilegovanému týmu zkoumající vesmír, okamžitě se ji rozhodne zachránit, čímž si pokazí dobré vztahy s brouky. Únorka však byla dočasně zbavena zraku, a proto si myslela, že místo s broukem mluví s dalším vesmírným strážcem, jehož vesmírná loď se na planetě před mnoha lety rozbila.
Brouk jako jediný z planety umí mluvit lidskou řečí, protože si již od mala hrál na zmíněné ztroskotané lodi, a přehrával si záznamy kapitánského deníku. Po odloučení s Únorkou žije mimo oblast spravovanou brouky, a tak potká Klepeťáka. Ten mu nabízí, že mu dá lidské tělo, díky kterému se může vydávat za opravdového vesmírného strážce, pod podmínkou, že se spřátelí s lidmi, a dovede je do jeho sídla. Brouk přijímá, a později se shledává i se zbytkem vesmírného týmu, robotem Mega-Girl, hloupým Tootsie Noodles, ufňukaným velitelem Upem, chytrou Brejlounkou, drsnou Taz a bojácným Krayonderem, kteří se vydali na záchrannou akci pro Únorku. Místo toho však byli zrazeni Mega-Girl, a bez milosti byli ponecháni na nepřátelské planetě.
První akt končí setkáním Brouka a Švába, který jej přemlouvá, aby nikam neodcházel. Brouk je však již pevně rozhodnut, díl je zakončen jeho poutavou písní.

### Druhé dějství
Ve druhém dějství se dozvídáme skutečný důvod příjezdu strážců na planetu brouků, a Juniorův tajný plán. Láska mezi Mega-Girl a Tootsie Noodles, Únorkou a Broukem, je víc než zjevná, a dozvídáme se také velké tajemství velitele Upa. Junior potřebuje dokončit svůj ďábelský plán, a infikovat Únorku vajíčky brouků, aby mohl spolu se svým otcem ovládnout a podrobit celý svět. Když však Mega-Girl přikáže, aby zabila všechny členy posádky, odmítne, a proto jí odstraní bezpečnostní čip, se kterým nemůže ublížit žádnému člověku.
Mezitím se Brouk trápí, kvůli tajemství, že není člověk , ale brouk. Aby Únorce ukázal, že brouci nejsou tak špatní, jak si myslí, vezme ji na planetu, a poučuje ji o kráse života brouků. Při hledání pohonných krystalů, které potřebují na návrat domů, se rozhodnou prozkoumat ztroskotanou loď vesmírných strážců, a narazí na další videozáznamy kapitánova deníku. Zjišťují, že je Galaktická liga poslala záměrně na nebezpečnou a nehostinnou planetu brouků.
Junior je, při sledování Únorky a Brouka, chycen Klepeťákem. Ačkoliv je téměř sežrán, nakonec spolu vytvoří spojenectví. Komáři a Klepeťák vniknou do lodě, a přinutí Brouka říct všem pravdu. Loď začíná být přetížena, a všichni jsou v nebezpečí i kvůli Mega-Girl, která se snaží splnit svůj úkol, a vyvraždit celou posádku. Ale její láska k Tootsie Noodles je silnější než její naprogramování, proto jej změní, a stane se z ní první robot se skutečnými pocity. Na palubě jsou ale stále krvechtiví komáři, kteří jsou však zabiti velitelem Upem, který konečně zjistil, že stále může zabíjet, a obnovil si tak svou ztracenou sebedůvěru. Aby Brouk zachránil celou posádku, obětuje svůj život, a zemře ve vesmíru. Ačkoliv ztratil své lidské tělo, stále mu zbývá broučí, a když se probudí na planetě, dozvídá se, že Junior chce zabít jeho královnu. Naštěstí pro královnu i ostatní, jej pozřou právě vylíhlé larvy Broučky.
Královna je vděčná za záchranu, proto ustanoví Brouka prvním velvyslancem úlu. Když vesmírní strážci pohřbívají jeho lidské tělo, Brouk se objeví, a všichni jsou šťastní, že mrtvý není. Tootsie se ožení s Mega-Girl, Taz a velitel Up přiznají svou lásku, Krayonderovi se líbí Brejlounka, a Únorka překoná svůj odpor k broukům, a s Broukem zůstane. Muzikál je zakončen písní Beauty.

## Písně z muzikálu

### První dějství
1. "I wanna be" - Brouk, brouci
2. "Get back up" - Taz, Up, Brejlounka, Krayonder, Tootsie Noodles
3. "Life" - Brouk
4. "Hideous Creatures" - vesmírní strážci, brouci
5. "Kick it up a notch" - Klepeťák, komár Neato, komár Veeto, komár Sweatheart
6. "Status Quo" - Brouk

### Druhé dějství
1. "The way I do" - Brouk, Únorka, Mega-Girl, Tootsie Noodles
2. "Beauty" - Šváb, brouci
3. "Kick it up a notch" - Junior
4. "Beauty" - vesmírní strážci, brouci

## Hudební doprovod
| Hudebník          | Nástroje         |
| ----------------- | ---------------- |
| Clara Wong        | hudební ředitel  |
| Clark Baxstresser | dirigent, klavír |
| Max Evrard        | klavír           |
| Justin La Forte   | kytara           |
| Jeff Himes        | kytara           |
| Jake Saleh        | basová kytara    |
| Jack Stratton     | bubny            |

## Ocenění
Vynaložené úsilí Starkidu nezůstalo nepovšimnuto, roku 2011 vyhrál Starship the Best New York Award na udílení cen Brodway World Chicago Awards.